# Qiu Zhonghui
Dans ce nom chinois, le nom de famille, Qiu, précède le nom personnel Zhonghui.
Qiu Zhonghui (née en 1935) est une pongiste chinoise. Elle a remporté plusieurs médailles mondiales dont un titre en simple en 1961 - une première pour une chinoise -, deux médailles d'argent dont une en double et une par équipes en 1961 ainsi que six médailles de bronze dont une en simple en 1959, deux en double en 1959 et 1963, une en double mixte en 1963 et trois par équipes en 1957, 1959 et 1963.